# Отражение (физика)

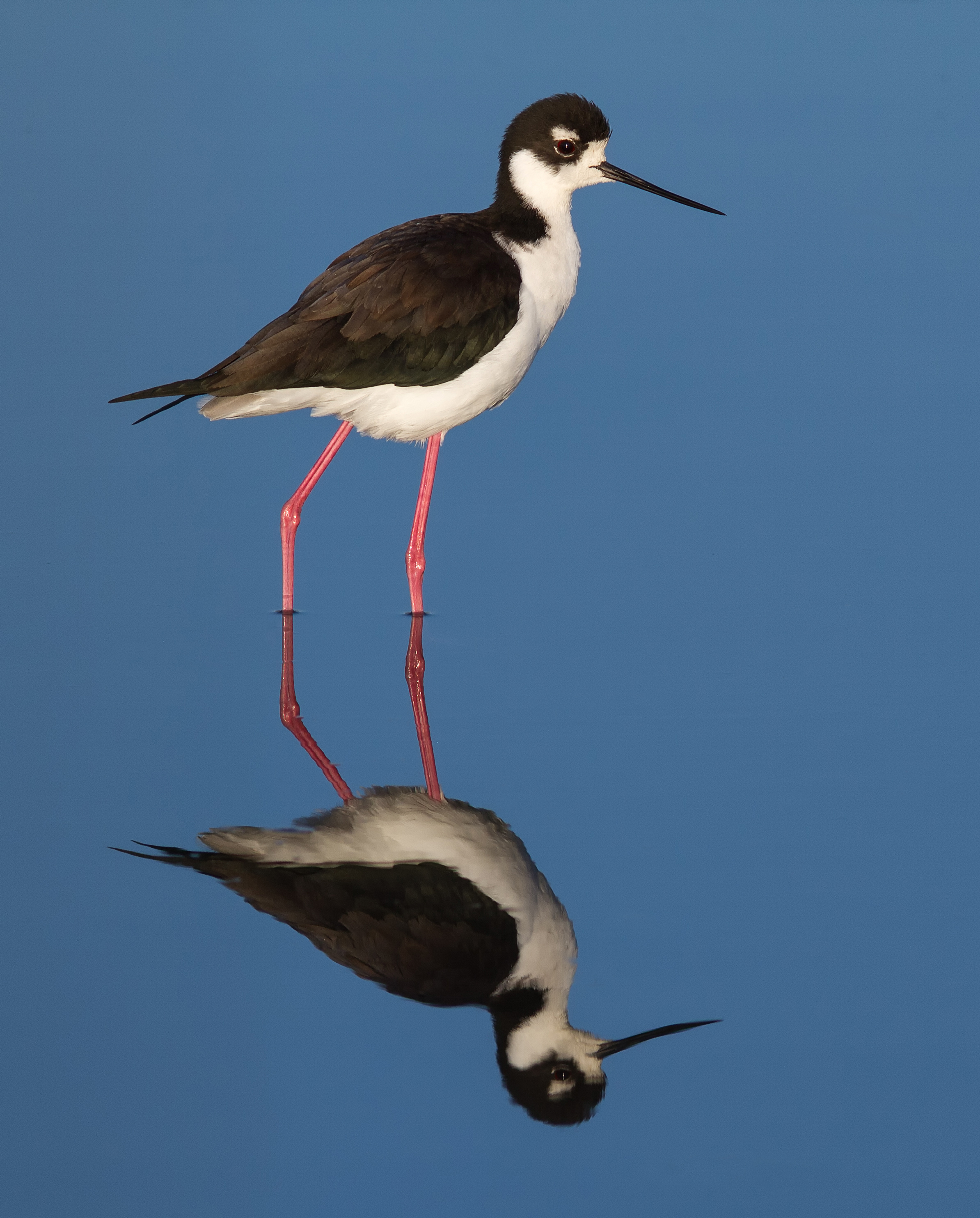
два отражения: от перьев птицы и от воды

Отраже́ние — физический процесс взаимодействия волн или частиц с поверхностью, изменение направления волнового фронта на границе двух сред с разными свойствами, в котором волновой фронт возвращается в среду, из которой он пришёл. Одновременно с отражением волн на границе раздела сред, как правило, происходит преломление волн (за исключением случаев полного внутреннего отражения).
В акустике отражение является причиной эха и используется в гидролокации. В геологии оно играет важную роль в изучении сейсмических волн. Отражение наблюдается на поверхностных волнах в водоёмах. Отражение наблюдается со многими типами электромагнитных волн, не только для видимого света: отражение УКВ и радиоволн более высоких частот имеет важное значение для радиопередач и радиолокации. Даже жёсткое рентгеновское излучение и гамма-лучи могут быть отражены на малых углах к поверхности специально изготовленными зеркалами. В медицине отражение ультразвука на границах раздела тканей и органов используется при проведении УЗИ-диагностики.

## История
Впервые закон отражения упоминается в «Катоптрике» Евклида, датируемой примерно 300 годом до н. э.

## Законы отражения. Формулы Френеля
Закон отражения света — устанавливает изменение направления хода светового луча в результате встречи с отражающей (зеркальной) поверхностью: падающий и отражённый лучи лежат в одной плоскости с нормалью к отражающей поверхности в точке падения, и эта нормаль делит угол между лучами на две равные части. Широко распространённая, но менее точная формулировка «угол отражения равен углу падения» не указывает точное направление отражения луча. Тем не менее, выглядит это следующим образом:

Рисунок к выводу закона отражения из принципа Ферма

Этот закон является следствием применения принципа Ферма к отражающей поверхности и, как и все законы геометрической оптики, выводится из волновой оптики. Закон справедлив не только для идеально отражающих поверхностей, но и для границы раздела двух сред, частично отражающей свет, например, от прозрачного вещества с большим показателем преломления. В этом случае, равно как и закон преломления света, он не описывает интенсивности отражённого света.
Пусть {\displaystyle {\vec {k}}} лежит в плоскости чертежа. Пусть ось {\displaystyle x} направлена горизонтально, ось {\displaystyle y} — вертикально. Из соображений симметрии следует, что {\displaystyle {\vec {k}}}, {\displaystyle {\vec {k'}}} и {\displaystyle {\vec {k''}}} должны лежать в одной плоскости.
Неполяризованный свет можно представить как сумму двух световых плоскополяризованных потоков со взаимно перпендикулярными плоскостями поляризации. Выделим из падающего пучка одну из плоскополяризованных составляющих, у которой угол между {\displaystyle {\vec {E}}} и плоскостью произволен. Тогда, если выбрать начальную фазу светового колебания равной нулю, то:
{\displaystyle E=E_{m}e^{i(\omega t-{\vec {k}}{\vec {r}})}=E_{m}e^{\omega t-k_{x}x-k_{y}y};}
{\displaystyle E'=E'_{m}e^{i(\omega 't-{\vec {k'}}{\vec {r}})}=E'_{m}e^{\omega 't-k'_{x}x-k'_{y}y+\alpha '};}
{\displaystyle E''=E''_{m}e^{i(\omega ''t-{\vec {k''}}{\vec {r}})}=E''_{m}e^{\omega ''t-k''_{x}x-k''_{y}y+\alpha ''}.}
Результирующее поле в первой и второй среде равны соответственно
{\displaystyle E_{1}=E+E'=E_{m}e^{\omega t-k_{x}x-k_{y}y}+E'_{m}e^{\omega 't-k'_{x}x-k'_{y}y+\alpha '};}
{\displaystyle E_{2}=E''=E''_{m}e^{\omega ''t-k''_{x}x-k''_{y}y+\alpha ''}.}
Очевидно, что тангенциальные составляющие {\displaystyle E_{1}} и {\displaystyle E_{2}} должны быть равны на границе раздела, то есть, при {\displaystyle y=0.}
Тогда:
{\displaystyle E_{m}e^{\omega t-k_{x}x-k_{y}y}+E'_{m}e^{\omega 't-k'_{x}x-k'_{y}y+\alpha '}=E''_{m}e^{\omega ''t-k''_{x}x-k''_{y}y+\alpha ''}.}
Для того, чтобы последнее уравнение выполнялось для всех {\displaystyle t,} необходимо, чтобы {\displaystyle \omega =\omega '=\omega '',} а для того, чтобы оно выполнялось при всех {\displaystyle x,} необходимо, чтобы:
{\displaystyle k_{x}=k'_{x}=k''_{x}\Leftrightarrow k\sin {\alpha }=k'\sin {\alpha '}=k''\sin {\alpha ''}\Leftrightarrow {\cfrac {\omega }{v_{1}}}\sin {\alpha }={\cfrac {\omega }{v_{1}}}\sin {\alpha '}={\cfrac {\omega }{v_{2}}}\sin {\alpha ''},}
где {\displaystyle v_{1}} и {\displaystyle v_{2}} — скорости волн в первой и второй среде соответственно.
Отсюда следует, что {\displaystyle \alpha =\alpha '\blacksquare .}

### Сдвиг Фёдорова
Сдвиг Фёдорова — явление малого (меньше длины волны) бокового смещения луча света с круговой или эллиптической поляризацией при полном внутреннем отражении. В результате смещения отражённый луч не лежит в одной плоскости с падающим лучом, как это декларирует закон отражения света геометрической оптики.
Явление теоретически предсказано Ф. И. Фёдоровым в 1954 году, позже было обнаружено экспериментально.

## Механизм отражения
В классической электродинамике, свет рассматривается как электромагнитная волна, которая описывается уравнениями Максвелла.
- При падении электромагнитной волны (например, свет) на поверхность диэлектрика: возбуждаются малые колебания электронов в отдельных атомах и молекулах, в результате чего каждая частица излучает вторичные волны во всех направлениях (как антенна-диполь). Все эти волны складываются и — в соответствии с принципом Гюйгенса — Френеля и поэтому дают зеркальное отражение и преломление[прояснить][источник не указан 3084 дня].
- При попадании электромагнитной волны (света) на поверхность проводника: возникают колебания электронов (электрический ток), электромагнитное поле которого стремится компенсировать это воздействие, что приводит к практически полному отражению электромагнитной волны для частот видимого света и более низких частот.

В зависимости от резонансных частот разных осцилляторов в микроскопической структуре вещества коэффициент отражения зависит от частоты света, поэтому почти все предметы при освещении их белым светом приобретают цвет. Но воспринимаемый цвет объекта определяется не только спектром отражения, но и физиологическими особенностями зрения (см. Цветовое зрение).

## Виды отражения

Угол падения равен углу отражения

Отражение света может быть зеркальным (то есть таким, как наблюдается при использовании зеркал) или гладких поверхностей или диффузным. При диффузном  отражении углы отражения имеют самые разные значения и тогда падающий луч и отражённые лучи не лежат в одной плоскости. 

### Зеркальное отражение
Для зеркального отражения выполняется:
1) отражённый луч лежит в плоскости падения, проходящей через падающий луч и нормаль к отражающей поверхности, восстановленную в точке падения;
2) угол отражения равен углу падения.
Интенсивность отражённого света (характеризуемая коэффициентом отражения) зависит от угла падения и поляризации падающего пучка лучей (см. Поляризация света), а также от соотношения показателей преломления n2 и n1 2-й и 1-й сред. Количественно эту зависимость (для отражающей среды — диэлектрика) выражают формулы Френеля. Из них, в частности, следует, что при падении света по нормали к поверхности раздела сред коэффициент отражения не зависит от поляризации падающего пучка и равен:
{\displaystyle {\frac {(n_{2}-n_{1})^{2}}{(n_{2}+n_{1})^{2}}}.}
В важном частном случае нормального падения из воздуха или стекла на границу их раздела (показатель преломления воздуха ≈1,0; стекла ≈1,5) он составляет 4 %.

### Полное внутреннее отражение
Наблюдается для электромагнитных или звуковых волн на границе раздела двух сред, когда волна падает из среды с меньшей фазовой скоростью распространения, в случае света это среда с бо́льшим показателем преломления).
С увеличением угла падения угол преломления также возрастает, при этом интенсивность отражённого луча растёт, а преломлённого — падает, их сумма равна интенсивности падающего луча. При некотором критическом значении {\displaystyle i=i_{k}} интенсивность преломлённого луча становится равной нулю и наблюдается полное отражение света. Значение критического угла падения можно найти, положив в законе преломления угол преломления равным 90°:
{\displaystyle \sin {i_{k}}=n_{2}/n_{1}.}

### Диффузное отражение света

Диффузное отражение от неровной поверхности

При отражении света от шероховатой поверхности отражённые лучи расходятся в разные стороны (см. Закон Ламберта). Поэтому нет зеркального изображения. Диффузно отражают поверхности с хаотическими неровностями с размеров свыше длины волны. Таким образом, одна и та же поверхность может быть матовой и диффузно-отражающей для видимого или ультрафиолетового излучения, но гладкой и зеркально отражающей для более длинноволнового излучения например, инфракрасного излучения.